# Hieracium abbreviatum
Hieracium abbreviatum es una especie de planta con flor del género Hieracium, de la familia Asteraceae, orden Asterales.

## Distribución
Hieracium abbreviatum se distribuye por Suecia.

## Taxonomía
Fue descrita científicamente por (Norrl. ex Zahn) Johanss. Fue publicada en Ark. Bot. 21A (15): 9 (1927).